# Domino Records
Domino Records ist ein britisches Indie-Label mit Hauptsitz in London.

## Geschichte
Das Label wurde 1993 von Laurence Bell und Jacqui Rice in London gegründet, mit dem Ziel, US-amerikanischen Indie-Rock in England bzw. Europa herauszubringen. Entsprechend war die erste Veröffentlichung eine Single der Band Sebadoh, die von Sub Pop lizenziert wurde. Außerdem sicherte sich das Label die Rechte für eine Reihe von Künstlern, die in den USA bei Drag City unter Vertrag standen/stehen. Während in England Britpop boomte, blieben die Verkaufszahlen bei Domino überschaubar. Erst durch die britische Band Franz Ferdinand und deren äußerst erfolgreiches Debüt-Album, sowie den massenwirksamen Internet-Hype um die Arctic Monkeys, die trotz anderer lukrativer Angebote bei Domino unterschrieben, stiegen die Verkaufszahlen schlagartig. Im Oktober 2005 verzeichnete Domino sowohl die erste Nummer 1 in den britischen Album-Charts (Franz Ferdinands "You Could Have It So Much Better"), als auch die erste Nummer 1 in den Single-Charts (Arctic Monkeys: "I Bet You Look Good On The Dancefloor"). Durch den finanziellen Erfolg konnte eine Domino-Filiale in Deutschland eröffnet werden, deren Produkte aktuell von der Firma Indigo vertrieben werden.

## Sublabels
Zudem beheimatet Domino Records mehrere Sublabels, welche sich den vertretenden Künstlern und deren musikalische Stilrichtung zuzuordnen lassen.  Namentlich sind dies, Domino, Domino USA, DominoDoubles, Double Six Recordings, Geographic, Series 500, Weird World.

## Künstler

### Domino Records UK
- Adem
- Archie Bronson Outfit
- Arctic Monkeys
- Lou Barlow
- The Blueskins
- Anna Calvi
- Clearlake
- Clinic
- Farrah
- Four Tet
- Franz Ferdinand
- Jon Hopkins
- The Kills
- LA Priest
- Jason Loewenstein
- The Magnetic Fields
- Stephen Malkmus
- Max Tundra
- Movietone
- My Bloody Valentine
- Will Oldham (auch als Palace, Palace Brothers, Palace Music, Palace Songs, Bonny Billy und Bonnie „Prince“ Billy)
- Jim O’Rourke
- David Pajo (Aerial M, Papa M, and Pajo)
- The Pastels
- Pavement
- Pram
- Royal Trux
- Sebadoh
- Silver Jews
- Elliott Smith
- Smog
- Sons and Daughters
- Test Icicles
- James Yorkston and The Athletes

### Domino Records USA
- Adem
- Animal Collective
- Caribou
- Clearlake
- Clinic
- Dirty Projectors
- Farrah
- Four Tet
- Franz Ferdinand
- Future Pilot AKA
- Hood
- Julia Holter
- Junior Boys
- Owen Pallett
- The Notwist
- The Pastels
- Sons and Daughters
- To Rococo Rot
- Ulrich Schnauss
- James Yorkston and the Athletes

### Geographic Music
- Bill Wells Trio
- Empress
- Future Pilot AKA
- International Airport
- Kama Aina
- Maher Shalal Hash Baz
- Nagisa Ni te
- September Collective
- Teenage Fanclub & Jad Fair